# Granby (Missouri)
Pour les articles homonymes, voir Granby.
Granby est une ville du comté de Newton, dans le Missouri, aux États-Unis,. Située au centre du comté, elle est incorporée en 1875.

## Démographie
Lors du recensement de 2010, la ville comptait une population de 2 134 habitants. Elle est estimée, en 2016, à 2 124 habitants.

### Source de la traduction
- (en) Cet article est partiellement ou en totalité issu de l’article de Wikipédia en anglais intitulé « Granby, Missouri » (voir la liste des auteurs).